# Rio São Domingos (Portugal)
O rio São Domingos é um pequeno curso de água com cerca de 22 quilómetros de extensão que nasce a norte do Município da Lourinhã e desagua no Oceano Atlântico, junto ao porto de Peniche, em Portugal. 
Em Atouguia da Baleia, a 5 quilómetros da sua foz, situa-se a Barragem de São Domingos.